# Dichorda porphyropis
Dichorda porphyropis är en fjärilsart som beskrevs av Louis Beethoven Prout 1925. Dichorda porphyropis ingår i släktet Dichorda och familjen mätare. Inga underarter finns listade i Catalogue of Life.